# Cal·lírroe (filla d'Aqueloos)
D'acord amb la mitologia grega, Cal·lírroe (en grec antic: Καλλιρρόη) va ser una nimfa, filla del déu-riu Aqueloos.
Es casà amb l'heroi Alcmeó i fou la mare d'Acarnà i d'Amfòter. Després de la mort del seu marit a mans dels fills de Fegeu, va ser estimada per Zeus, a qui va demanar que fes créixer ràpidament els seus fills encara infants perquè poguessin venjar el seu pare. Zeus li ho va concedir, i així va ser venjada. Però Cal·lírroe, com que havia desitjat el collar i el vel d'Harmonia, va provocar les seves desgràcies.